# ФК Торпедо - БелАЗ
ФК „Торпедо – БелАЗ“ е беларуски футболен клуб от гр. Жодино.
Основан под името „Ракета“, през годините клубът е носил имената „Автозаводец“, „Торпедо“ и „БелАЗ“.
Основен спонсор е Беларуският автомобилен завод (БелАЗ). 4-кратен шампион на БССР и 8-кратен носител на нейната купа.

## Успехи
- Шампион на БССР (4): 1970, 1971, 1980, 1981
- Носител на Купа на БССР (8): 1969, 1971, 1972, 1977, 1978, 1981, 1982, 1983
- Финалист в Купа на Беларус (2): 2010, 2025
- Носител на Суперкупа на Беларус (1): 2024

## Български футболисти
- Митко Ценовски: 2005 - (5 мача - 0 гола)

## Ссылки
- Официален сайт на клуба Архив на оригинала от 2015-10-15 в Wayback Machine.
- Сайт на клуба Архив на оригинала от 2011-04-27 в Wayback Machine.